# USS Kidder (DD-319)
Za druga plovila z istim imenom glejte USS Kidder.
USS Kidder (DD-319) je bil rušilec razreda Clemson v sestavi Vojne mornarice Združenih držav Amerike.
Rušilec je bil poimenovan po marinskem častniku Hughu P. Kidderju.

## Zgodovina
V skladu s Londonskim sporazumom o pomorski razorožitvi je bil rušilec 18. marca 1930 izvzet iz aktivne službe in 31. oktobra istega leta prodan kot staro železo.